# Llista de monuments d'Argentona
Llista de monuments d'Argentona inclosos en l'Inventari del Patrimoni Arquitectònic Català per al municipi d'Argentona (Maresme). Inclou els inscrits en el Registre de Béns Culturals d'Interès Nacional (BCIN) amb la classificació de monuments històrics, els Béns Culturals d'Interès Local (BCIL) de caràcter immoble i la resta de béns arquitectònics integrants del patrimoni cultural català.
| Monument                                                                  | Protecció      | Estil/època                                             | Localització                                                              | Coordenades                                          | Codi?         | Imatge |
| ------------------------------------------------------------------------- | -------------- | ------------------------------------------------------- | ------------------------------------------------------------------------- | ---------------------------------------------------- | ------------- | --- |
| Casa Puig i Cadafalch, o Can Puig                                         | BCIN 276-MH-EN | Modernisme Josep Puig i Cadafalch XIX-XX                | Argentona C. de Dolors Monserdà, 3-5                                      | 41° 33′ 17″ N, 2° 24′ 01″ E / 41.554769°N,2.400228°E | RI-51-0005400 | Casa Puig i Cadafalch (Argentona) · Vegeu més fotos d'aquest monument · Carregueu una nova foto d'aquest monument                              |
| Casa Garí, o el Cros, Castell Garí, Palau Garí                            | BCIN 283-MH-EN | Modernisme Josep Puig i Cadafalch XIX                   | Argentona Veïnat del Cros, entre B-506 i C-32                             | 41° 32′ 09″ N, 2° 24′ 47″ E / 41.535861°N,2.413028°E | RI-51-0005401 | Casa Garí (Argentona) · Vegeu més fotos d'aquest monument · Carregueu una nova foto d'aquest monument                                          |
| Can Cabanyes                                                              | BCIN 480-MH    | Gòtic-renaixement XVI                                   | Argentona Riera de Can Cabanyes, veïnat de la Pujada                      | 41° 33′ 54″ N, 2° 24′ 40″ E / 41.564944°N,2.411222°E | RI-51-0005181 | Can Cabanyes (Argentona) · Vegeu més fotos d'aquest monument · Carregueu una nova foto d'aquest monument                                       |
| Església parroquial de Sant Julià                                         | BCIL 2015      | Gòtic tardà XVI                                         | Argentona Pl. de l'Església                                               | 41° 33′ 15″ N, 2° 24′ 03″ E / 41.554067°N,2.400794°E | IPA-8309      | Església parroquial de Sant Julià (Argentona) · Vegeu més fotos d'aquest monument · Carregueu una nova foto d'aquest monument                  |
| Església de Sant Pere de Clarà                                            | BCIL 2015      | Gòtic XIII                                              | Argentona Veïnat de Clarà, ctra. BV-5106 a Òrrius                         | 41° 33′ 29″ N, 2° 22′ 06″ E / 41.558099°N,2.368318°E | IPA-8310      | Església de Sant Pere de Clarà (Argentona) · Vegeu més fotos d'aquest monument · Carregueu una nova foto d'aquest monument                     |
| Església de Santa Maria del Viver                                         | BCIL 2015      | Romànic XI-XII, XVII                                    | Argentona Ctra. B-502 d'Argentona a Vilassar                              | 41° 32′ 48″ N, 2° 24′ 26″ E / 41.546624°N,2.407253°E | IPA-8311      | Carregueu una nova foto d'aquest monument |
| Escoles municipals                                                        | BCIL 2015      | Noucentisme XX Inici                                    | Argentona C. Bernat Riudemeia, 27                                         | 41° 33′ 12″ N, 2° 24′ 04″ E / 41.553276°N,2.401197°E | IPA-8312      | Escoles municipals (Argentona) · Vegeu més fotos d'aquest monument · Carregueu una nova foto d'aquest monument                                 |
| Antic Museu Municipal del Càntir Joan Rectoret, Ca l'Ametlla, casa gòtica | BCIL 2015      | Obra popular, gòtic tardà XV-XVI                        | Argentona Pl. de l'Església                                               | 41° 33′ 14″ N, 2° 24′ 02″ E / 41.553903°N,2.400471°E | IPA-8313      | Antic Museu Municipal del Càntir Joan Rectoret (Argentona) · Vegeu més fotos d'aquest monument · Carregueu una nova foto d'aquest monument     |
| Can Pins                                                                  | BCIL 2015      | Historicisme XVIII                                      | Argentona Ctra. de Parpers, veïnat de Pins                                | 41° 34′ 34″ N, 2° 23′ 00″ E / 41.576249°N,2.383328°E | IPA-8314      | Carregueu una nova foto d'aquest monument |
| Can Riudemeia, o Molí de Riudemeia                                        |                | Obra popular XIII, XVII, XIX                            | Argentona Camí de Parpers, veïnat de Pins                                 | 41° 34′ 08″ N, 2° 21′ 47″ E / 41.568869°N,2.362972°E | IPA-8315      | Carregueu una nova foto d'aquest monument |
| Can Serra                                                                 | BCIL 2015      | Obra popular XVII, XVIII                                | Argentona Barri del Puig, camí de la Plana                                | 41° 33′ 20″ N, 2° 23′ 50″ E / 41.555435°N,2.397268°E | IPA-8316      | Can Serra (Argentona) · Vegeu més fotos d'aquest monument · Carregueu una nova foto d'aquest monument                                          |
| Cal Coix                                                                  | BCIL 2015      | Obra popular XVI                                        | Argentona Barri del Puig, camí de la Plana                                | 41° 33′ 23″ N, 2° 23′ 49″ E / 41.556254°N,2.397032°E | IPA-8318      | Cal Coix (Argentona) · Vegeu més fotos d'aquest monument · Carregueu una nova foto d'aquest monument                                           |
| Can Llauder, Can Gusta                                                    | BCIL 2015      | Obra popular, gòtic tardà XVI                           | Argentona Barri del Puig, camí de la Plana                                | 41° 33′ 19″ N, 2° 23′ 51″ E / 41.555167°N,2.39763°E  | IPA-8319      | Can Llauder (Argentona) · Vegeu més fotos d'aquest monument · Carregueu una nova foto d'aquest monument                                        |
| Can Comalada, Mas Polls                                                   | BCIL 2015      | Obra popular XVII                                       | Argentona Veïnat de la Pujada, marge esquerre riera d'Argentona           | 41° 33′ 48″ N, 2° 24′ 06″ E / 41.563331°N,2.401656°E | IPA-8320      | Can Comalada (Argentona) · Vegeu més fotos d'aquest monument · Carregueu una nova foto d'aquest monument                                       |
| Can Ballot, Gallifa                                                       | BCIL 2015      | Obra popular XVIII                                      | Argentona Pg. Ballot, cantonada amb pg. Baró de Viver                     | 41° 32′ 54″ N, 2° 23′ 39″ E / 41.54843°N,2.394203°E  | IPA-8321      | Can Ballot (Argentona) · Vegeu més fotos d'aquest monument · Carregueu una nova foto d'aquest monument                                         |
| Can Calopa, Mas Batlle                                                    | BCIL 2015      | Obra popular XV                                         | Argentona C. Bernat de Riudemeia, 6-8                                     | 41° 33′ 14″ N, 2° 24′ 03″ E / 41.553760°N,2.400749°E | IPA-8322      | Can Calopa (Argentona) · Vegeu més fotos d'aquest monument · Carregueu una nova foto d'aquest monument                                         |
| Can Misserprats, Can Belluguins                                           | BCIL 2015      | Obra popular XVII-XVIII                                 | Argentona                                                                 | 41° 34′ 43″ N, 2° 23′ 23″ E / 41.578670°N,2.389722°E | IPA-8323      | Can Misserprats (Argentona) · Vegeu més fotos d'aquest monument · Carregueu una nova foto d'aquest monument                                    |
| El Molí de Can Misserprats                                                | BCIL 2015      | Obra popular XVII                                       | Argentona Ctra. de Dosrius, veïnat de la Pujada                           | 41° 34′ 36″ N, 2° 23′ 28″ E / 41.576597°N,2.391157°E | IPA-8324      | Carregueu una nova foto d'aquest monument |
| Can Patet                                                                 | BCIL 2015      | Obra popular XVII                                       | Argentona Veïnat del Cros, antic Camí de Sant Miquel del Cros             | 41° 32′ 06″ N, 2° 24′ 44″ E / 41.534941°N,2.412323°E | IPA-8325      | Can Patet (Argentona) · Modifica el valor a Wikidata · Carregueu una nova foto d'aquest monument                                               |
| Antiga Casa de la Vila                                                    | BCIL 2015      | Obra popular, gòtic                                     | Argentona C. Major                                                        | 41° 33′ 21″ N, 2° 24′ 01″ E / 41.555749°N,2.400311°E | IPA-8326      | Antiga Casa de la Vila (Argentona) · Vegeu més fotos d'aquest monument · Carregueu una nova foto d'aquest monument                             |
| Font i capella de Sant Domènec, mina antiga i nova                        | BCIL 2007      | Obra popular                                            | Argentona C. Gran                                                         | 41° 33′ 18″ N, 2° 24′ 03″ E / 41.55507°N,2.40076°E   | IPA-8327      | Font i capella de Sant Domènec (Argentona) · Vegeu més fotos d'aquest monument · Carregueu una nova foto d'aquest monument                     |
| Capella de Sant Sebastià                                                  | BCIL 2015      | Barroc, obra popular XVII                               | Argentona C. Major                                                        | 41° 33′ 28″ N, 2° 24′ 03″ E / 41.557876°N,2.400699°E | IPA-8328      | Capella de Sant Sebastià (Argentona) · Vegeu més fotos d'aquest monument · Carregueu una nova foto d'aquest monument                           |
| Rectoria de la parròquia de Sant Julià d'Argentona                        | BCIL 2015      | Obra popular XVII, XVIII, XIX                           | Argentona C. Bernat Riudemeia                                             | 41° 33′ 15″ N, 2° 24′ 04″ E / 41.554077°N,2.401081°E | IPA-8329      | Rectoria de la parròquia de Sant Julià d'Argentona (Argentona) · Vegeu més fotos d'aquest monument · Carregueu una nova foto d'aquest monument |
| Capelletes de carrer                                                      |                | Obra popular XVIII-XIX                                  | Argentona C. dels Rosers - pl. de l'Església                              | 41° 33′ 15″ N, 2° 24′ 03″ E / 41.55413°N,2.40077°E   | IPA-8331      | Capelletes de carrer (Argentona) · Vegeu més fotos d'aquest monument · Carregueu una nova foto d'aquest monument                               |
| Torre elevadora d'aigües, Torre de la Fàbrica Gutterman                   | BCIL 2015      | Obra popular XIX-XX                                     | Argentona Veïnat del Cros, av. Molí de les Mateves                        | 41° 32′ 12″ N, 2° 25′ 06″ E / 41.536701°N,2.418421°E | IPA-8332      | Torre elevadora d'aigües (Argentona) · Vegeu més fotos d'aquest monument · Carregueu una nova foto d'aquest monument                           |
| Casa Josep A. Massip, o Can Pagès                                         | BCIL 2015      | Modernisme XX                                           | Argentona Pl. Ballot, 6                                                   | 41° 32′ 59″ N, 2° 23′ 53″ E / 41.549748°N,2.398172°E | IPA-8333      | Casa Josep A. Massip (Argentona) · Vegeu més fotos d'aquest monument · Carregueu una nova foto d'aquest monument                               |
| Can Marfà, casa i glorieta                                                | BCIL 2015      | Modernisme XIX                                          | Argentona Pg. Baró de Viver, 43 - pl. Ballot, 14                          | 41° 33′ 02″ N, 2° 23′ 52″ E / 41.550439°N,2.397722°E | IPA-8334      | Can Marfà (Argentona) · Vegeu més fotos d'aquest monument · Carregueu una nova foto d'aquest monument                                          |
| Can Mercader, Casa Mora, Casa Arabesca                                    | BCIL 2015      | Modernisme XIX, XX                                      | Argentona Pg. Baró de Viver, 17                                           | 41° 33′ 05″ N, 2° 23′ 54″ E / 41.551487°N,2.398323°E | IPA-8335      | Can Mercader (Argentona) · Vegeu més fotos d'aquest monument · Carregueu una nova foto d'aquest monument                                       |
| Font d'en Ballot                                                          |                | Obra popular XX                                         | Argentona Av. Burriac, veïnat d'en Lledó                                  | 41° 32′ 50″ N, 2° 23′ 36″ E / 41.547308°N,2.393338°E | IPA-8338      | Font d'en Ballot (Argentona) · Vegeu més fotos d'aquest monument · Carregueu una nova foto d'aquest monument                                   |
| Urbanització Parc de la Font Picant, o Manantial de Burriac               |                | Modernisme XX                                           | Argentona Ctra. A. Peix                                                   | 41° 32′ 49″ N, 2° 23′ 48″ E / 41.547064°N,2.396566°E | IPA-8339      | Urbanització Parc de la Font Picant (Argentona) · Vegeu més fotos d'aquest monument · Carregueu una nova foto d'aquest monument                |
| Xalets de la Font Picant                                                  |                | Modernisme XX                                           | Argentona Veïnat de Lledó, antic camí a la Font Picant (enderrocats)      | 41° 32′ 46″ N, 2° 23′ 50″ E / 41.54618°N,2.39724°E   | IPA-8340      | Xalets de la Font Picant (Argentona) · Vegeu més fotos d'aquest monument · Carregueu una nova foto d'aquest monument                           |
| Capella de Sant Miquel del Cros                                           | BCIL 2015      | Darreres tendències, modernisme Lluís Bonet i Garí 1926 | Argentona Veïnat del Cros, 11                                             | 41° 32′ 08″ N, 2° 24′ 45″ E / 41.535464°N,2.412522°E | IPA-8341      | Capella de Sant Miquel del Cros (Argentona) · Vegeu més fotos d'aquest monument · Carregueu una nova foto d'aquest monument                    |
| La Sala                                                                   | BCIL 2005      | Historicisme XX Mitjan                                  | Argentona Pl. Nova, 14                                                    | 41° 33′ 15″ N, 2° 24′ 12″ E / 41.554278°N,2.403346°E | IPA-30564     | La Sala (Argentona) · Vegeu més fotos d'aquest monument · Carregueu una nova foto d'aquest monument                                            |
| Pont al camí de Parpers, pont romà                                        |                | Obra popular Romà, XVI-XVIII                            | Argentona Sota el coll de Parpers                                         | 41° 34′ 50″ N, 2° 22′ 18″ E / 41.580458°N,2.371662°E | IPA-36928     | Pont al camí de Parpers (Argentona) · Vegeu més fotos d'aquest monument · Carregueu una nova foto d'aquest monument                            |
| Molí de Saborit, o Molí de Croanyes                                       | BCIL 2015      | Obra popular XIV, XVIII-XX                              | Argentona A tocar de l'autovia C-60, sota el pont de la riera d'Argentona | 41° 33′ 02″ N, 2° 24′ 38″ E / 41.5506°N,2.41065°E    | IPA-39032     | Carregueu una nova foto d'aquest monument |
| Molí d'en Gual                                                            |                | Obra popular XIX-XX                                     | Argentona Ctra. del Cros, a prop del Mas Gual                             | 41° 32′ 04″ N, 2° 24′ 49″ E / 41.53434°N,2.41374°E   | IPA-39033     | Carregueu una nova foto d'aquest monument |
| Molí d'en Rubiol                                                          |                |                                                         | Argentona                                                                 |                                                      | IPA-39034     | Carregueu una nova foto d'aquest monument |
| Mas Gual, Can Vives, Can Gol                                              | BCIL 2015      | XVII                                                    | Argentona Veïnat de Sant Miquel de Cros                                   | 41° 32′ 02″ N, 2° 24′ 54″ E / 41.534000°N,2.415136°E | IPA-40090     | Mas Gual (Argentona) · Vegeu més fotos d'aquest monument · Carregueu una nova foto d'aquest monument                                           |
| Forn de calç de Can Belluguins                                            |                | Obra popular XIX-XX                                     | Argentona                                                                 | 41° 34′ 41″ N, 2° 23′ 22″ E / 41.577971°N,2.389405°E | IPA-41531     | Carregueu una nova foto d'aquest monument |
| Can Cusany                                                                | BCIL 2015      | Obra popular XVII-XIX                                   | Argentona Veïnat del Cros, 8                                              | 41° 32′ 12″ N, 2° 24′ 43″ E / 41.536639°N,2.412020°E | IPA-44954     | Carregueu una nova foto d'aquest monument |
| Museu del Càntir, Cal Cacauero                                            | BCIL 2015      | 2000                                                    | Argentona Pl. de l'Església, 9                                            | 41° 33′ 15″ N, 2° 24′ 02″ E / 41.554086°N,2.400519°E | IPA-45062     | Museu del Càntir (Argentona) · Vegeu més fotos d'aquest monument · Carregueu una nova foto d'aquest monument                                   |
| Balcó de Cal Manyà                                                        | BCIL 2015      | XX                                                      | Argentona C. Lladó, 8                                                     | 41° 33′ 13″ N, 2° 24′ 01″ E / 41.553669°N,2.400410°E | IPA-45063     | Cal Manyà (Argentona) · Vegeu més fotos d'aquest monument · Carregueu una nova foto d'aquest monument                                          |
| Cal Genet                                                                 | BCIL 2015      | XVII                                                    | Argentona C. Lladó, 10-14                                                 | 41° 33′ 13″ N, 2° 24′ 01″ E / 41.553629°N,2.400309°E | IPA-45064     | Cal Genet (Argentona) · Vegeu més fotos d'aquest monument · Carregueu una nova foto d'aquest monument                                          |
| Porta de Fleca Casabella                                                  | BCIL 2015      | XVII                                                    | Argentona C. Josep Soler, 2                                               | 41° 33′ 13″ N, 2° 24′ 01″ E / 41.553524°N,2.400170°E | IPA-45066     | Fleca Casabella (Argentona) · Vegeu més fotos d'aquest monument · Carregueu una nova foto d'aquest monument                                    |
| Finestra de Can Bada                                                      | BCIL 2015      | XVI                                                     | Argentona C. Josep Soler, 10                                              | 41° 33′ 12″ N, 2° 24′ 00″ E / 41.553323°N,2.400076°E | IPA-45067     | Can Bada (Argentona) · Vegeu més fotos d'aquest monument · Carregueu una nova foto d'aquest monument                                           |
| Rellotge de sol de Ca la Reina                                            | BCIL 2015      | XIX                                                     | Argentona C. Lladó, 22                                                    | 41° 33′ 13″ N, 2° 23′ 59″ E / 41.553573°N,2.399857°E | IPA-45068     | Ca la Reina (Argentona) · Vegeu més fotos d'aquest monument · Carregueu una nova foto d'aquest monument                                        |
| Cases d'en Fortí                                                          | BCIL 2015      | Obra popular XVII                                       | Argentona C. Torres i Bages, 27-31                                        | 41° 33′ 17″ N, 2° 24′ 00″ E / 41.554773°N,2.399899°E | IPA-45069     | Cases d'en Fortí (Argentona) · Vegeu més fotos d'aquest monument · Carregueu una nova foto d'aquest monument                                   |
| Portal rodó de casa                                                       | BCIL 2015      | Obra popular XVII                                       | Argentona C. Torres i Bages, 21                                           | 41° 33′ 17″ N, 2° 24′ 00″ E / 41.554684°N,2.400064°E | IPA-45070     | Portal rodó de casa (Argentona) · Vegeu més fotos d'aquest monument · Carregueu una nova foto d'aquest monument                                |
| Llinda i finestra de Cal Bolero                                           | BCIL 2015      | XVIII                                                   | Argentona C. Rosers, 3 B                                                  | 41° 33′ 18″ N, 2° 24′ 05″ E / 41.555092°N,2.401367°E | IPA-45071     | Cal Bolero (Argentona) · Modifica el valor a Wikidata · Carregueu una nova foto d'aquest monument                                              |
| Ca la Mari                                                                | BCIL 2015      | XIX                                                     | Argentona C. Gran, 37                                                     | 41° 33′ 17″ N, 2° 24′ 04″ E / 41.554740°N,2.401053°E | IPA-45072     | Ca la Mari (Argentona) · Vegeu més fotos d'aquest monument · Carregueu una nova foto d'aquest monument                                         |
| Creu de terme de Sant Sebastià                                            | BCIL 2015      |                                                         | Argentona Sant Sebastià de Dalt                                           | 41° 33′ 27″ N, 2° 24′ 02″ E / 41.557445°N,2.400691°E | IPA-45074     | Creu de terme de Sant Sebastià (Argentona) · Vegeu més fotos d'aquest monument · Carregueu una nova foto d'aquest monument                     |
| Cementiri Vell                                                            | BCIL 2015      | XIX                                                     | Argentona C. Sant Genís, 28                                               | 41° 33′ 22″ N, 2° 24′ 14″ E / 41.556191°N,2.403897°E | IPA-45076     | Cementiri Vell (Argentona) · Vegeu més fotos d'aquest monument · Carregueu una nova foto d'aquest monument                                     |
| Can Camps                                                                 | BCIL 2015      | XVI                                                     | Argentona C. Mataró, 17                                                   | 41° 33′ 14″ N, 2° 24′ 20″ E / 41.553791°N,2.405654°E | IPA-45077     | Can Camps (Argentona) · Vegeu més fotos d'aquest monument · Carregueu una nova foto d'aquest monument                                          |
| Can Gallart, Can Gaillard                                                 | BCIL 2015      | XX                                                      | Argentona Av. Catalunya, 8                                                | 41° 33′ 09″ N, 2° 24′ 19″ E / 41.552462°N,2.405258°E | IPA-45078     | Can Gallart (Argentona) · Vegeu més fotos d'aquest monument · Carregueu una nova foto d'aquest monument                                        |
| Hotel Colon                                                               | BCIL 2015      | XX                                                      | Argentona C. Puig i Cadafalch, 16-18                                      | 41° 33′ 15″ N, 2° 24′ 11″ E / 41.554033°N,2.403053°E | IPA-45079     | Hotel Colon (Argentona) · Vegeu més fotos d'aquest monument · Carregueu una nova foto d'aquest monument                                        |
| Cases d'en Vergés                                                         | BCIL 2015      | XX                                                      | Argentona C. Marina Julià, 11-17                                          | 41° 33′ 07″ N, 2° 24′ 00″ E / 41.551944°N,2.399907°E | IPA-45081     | Cases d'en Vergés (Argentona) · Vegeu més fotos d'aquest monument · Carregueu una nova foto d'aquest monument                                  |
| Xalets Roure                                                              | BCIL 2015      | XX                                                      | Argentona C. Narcís Monturiol, 8-18                                       | 41° 33′ 07″ N, 2° 24′ 03″ E / 41.552012°N,2.400719°E | IPA-45082     | Xalets Roure (Argentona) · Vegeu més fotos d'aquest monument · Carregueu una nova foto d'aquest monument                                       |
| Can Roldós                                                                | BCIL 2015      | XX                                                      | Argentona Pg. Marina Julià, 20-22                                         | 41° 33′ 05″ N, 2° 24′ 02″ E / 41.551461°N,2.400690°E | IPA-45083     | Can Roldós (Argentona) · Vegeu més fotos d'aquest monument · Carregueu una nova foto d'aquest monument                                         |
| Xalets Balanzó                                                            | BCIL 2015      | XX                                                      | Argentona Pg. Marina Julià, 35-37                                         | 41° 33′ 05″ N, 2° 24′ 05″ E / 41.551384°N,2.401389°E | IPA-45084     | Xalets Balanzó (Argentona) · Vegeu més fotos d'aquest monument · Carregueu una nova foto d'aquest monument                                     |
| Vil·la Eulàlia i Vil·la Florida                                           | BCIL 2015      | XX                                                      | Argentona Pg. Marina Julià, 30-32                                         | 41° 33′ 04″ N, 2° 24′ 05″ E / 41.551182°N,2.401448°E | IPA-45086     | Vil·la Eulàlia i Vil·la Florida (Argentona) · Vegeu més fotos d'aquest monument · Carregueu una nova foto d'aquest monument                    |
| Can Mosco                                                                 | BCIL 2015      | Racionalisme XX                                         | Argentona Pg. Marina Julià, 45                                            | 41° 33′ 04″ N, 2° 24′ 07″ E / 41.551216°N,2.401954°E | IPA-45087     | Can Mosco (Argentona) · Vegeu més fotos d'aquest monument · Carregueu una nova foto d'aquest monument                                          |
| Mas Cirés                                                                 | BCIL 2015      | Obra popular XVII-XVIII                                 | Argentona Veïnat Cirés, 2-5                                               | 41° 32′ 53″ N, 2° 24′ 07″ E / 41.548145°N,2.401929°E | IPA-45089     | Mas Cirés (Argentona) · Vegeu més fotos d'aquest monument · Carregueu una nova foto d'aquest monument                                          |
| Masoveria Cirés                                                           | BCIL 2015      | Obra popular XIX                                        | Argentona Veïnat Cirés, 1                                                 | 41° 32′ 53″ N, 2° 24′ 05″ E / 41.547960°N,2.401379°E | IPA-45090     | Masoveria Cirés (Argentona) · Vegeu més fotos d'aquest monument · Carregueu una nova foto d'aquest monument                                    |
| Mas Roqueta                                                               | BCIL 2015      | Obra popular XVI                                        | Argentona Cirés                                                           | 41° 32′ 50″ N, 2° 23′ 54″ E / 41.547262°N,2.398252°E | IPA-45091     | Mas Roqueta (Argentona) · Vegeu més fotos d'aquest monument · Carregueu una nova foto d'aquest monument                                        |
| Mas Lleïr                                                                 | BCIL 2015      | Obra popular XVI-XVII                                   | Argentona Torrent de la Feu                                               | 41° 32′ 48″ N, 2° 23′ 24″ E / 41.546686°N,2.390112°E | IPA-45092     | Carregueu una nova foto d'aquest monument |
| Can Ferreters                                                             | BCIL 2015      | Obra popular XIII                                       | Argentona Ptge. Ferreters, 8-12                                           | 41° 32′ 52″ N, 2° 23′ 33″ E / 41.547647°N,2.392504°E | IPA-45093     | Can Ferreters (Argentona) · Vegeu més fotos d'aquest monument · Carregueu una nova foto d'aquest monument                                      |
| Tanca i glorieta de Can Damm                                              | BCIL 2015      | XX                                                      | Argentona C. Nostra Sra. de la Salut, 30                                  | 41° 32′ 58″ N, 2° 23′ 34″ E / 41.549543°N,2.392666°E | IPA-45094     | Can Damm (Argentona) · Vegeu més fotos d'aquest monument · Carregueu una nova foto d'aquest monument                                           |
| Ca l'Alzina                                                               | BCIL 2015      | Modernisme XX                                           | Argentona C. Nostra Sra. de la Salut, 18                                  | 41° 32′ 57″ N, 2° 23′ 39″ E / 41.549151°N,2.394101°E | IPA-45095     | Ca l'Alzina (Argentona) · Vegeu més fotos d'aquest monument · Carregueu una nova foto d'aquest monument                                        |
| Mas Cavaller                                                              | BCIL 2015      | Obra popular XVIII                                      | Argentona C. Nostra Sra. de la Salut, 12                                  | 41° 32′ 58″ N, 2° 23′ 42″ E / 41.549493°N,2.394865°E | IPA-45096     | Mas Cavaller (Argentona) · Vegeu més fotos d'aquest monument · Carregueu una nova foto d'aquest monument                                       |
| Can Baladia                                                               | BCIL 2015      | Modernisme XIX                                          | Argentona Pg. Baró de Viver, 56                                           | 41° 32′ 58″ N, 2° 23′ 47″ E / 41.549447°N,2.396302°E | IPA-45097     | Can Baladia (Argentona) · Vegeu més fotos d'aquest monument · Carregueu una nova foto d'aquest monument                                        |
| Can Peix i Mas Grau                                                       | BCIL 2015      | XVI                                                     | Argentona C. Antoni de Moragas, 16                                        | 41° 32′ 56″ N, 2° 23′ 51″ E / 41.548843°N,2.397509°E | IPA-45099     | Can Peix (Argentona) · Vegeu més fotos d'aquest monument · Carregueu una nova foto d'aquest monument                                           |
| Can Ginestà                                                               | BCIL 2015      | XIX                                                     | Argentona Pl. Ballot, 3                                                   | 41° 33′ 00″ N, 2° 23′ 53″ E / 41.549914°N,2.397929°E | IPA-45100     | Can Ginestà (Argentona) · Vegeu més fotos d'aquest monument · Carregueu una nova foto d'aquest monument                                        |
| Cases d'en Quim                                                           | BCIL 2015      | XIX                                                     | Argentona Pg. Baró de Viver, 25-41                                        | 41° 33′ 03″ N, 2° 23′ 52″ E / 41.550770°N,2.397873°E | IPA-45101     | Cases d'en Quim (Argentona) · Vegeu més fotos d'aquest monument · Carregueu una nova foto d'aquest monument                                    |
| Can Rectoret                                                              | BCIL 2015      | XIX                                                     | Argentona Pg. Baró de Viver, 38                                           | 41° 33′ 01″ N, 2° 23′ 51″ E / 41.550297°N,2.397436°E | IPA-45102     | Can Rectoret (Argentona) · Vegeu més fotos d'aquest monument · Carregueu una nova foto d'aquest monument                                       |
| Can Fontdevila                                                            | BCIL 2015      | XX                                                      | Argentona Pg. Baró de Viver, 34                                           | 41° 33′ 02″ N, 2° 23′ 51″ E / 41.550577°N,2.397602°E | IPA-45105     | Can Fontdevila (Argentona) · Vegeu més fotos d'aquest monument · Carregueu una nova foto d'aquest monument                                     |
| Vil·la Marina                                                             | BCIL 2015      | XIX                                                     | Argentona Pg. Baró de Viver, 32                                           | 41° 33′ 03″ N, 2° 23′ 51″ E / 41.550709°N,2.397612°E | IPA-45106     | Vil·la Marina (Argentona) · Vegeu més fotos d'aquest monument · Carregueu una nova foto d'aquest monument                                      |
| Ca l'Espasa                                                               | BCIL 2015      | XIX                                                     | Argentona Pg. Baró de Viver, 24                                           | 41° 33′ 04″ N, 2° 23′ 52″ E / 41.551104°N,2.397880°E | IPA-45107     | Ca l'Espasa (Argentona) · Vegeu més fotos d'aquest monument · Carregueu una nova foto d'aquest monument                                        |
| Xalets Julià Lledó                                                        | BCIL 2015      | XIX                                                     | Argentona Pg. Baró de Viver, 16-22                                        | 41° 33′ 04″ N, 2° 23′ 53″ E / 41.551233°N,2.397958°E | IPA-45108     | Xalets Julià Lledó (Argentona) · Vegeu més fotos d'aquest monument · Carregueu una nova foto d'aquest monument                                 |
| Glorieta al passeig Baró de Viver, 14                                     | BCIL 2015      | Historicisme XX                                         | Argentona Pg. Baró de Viver, 14 - rda. Ponent                             | 41° 33′ 06″ N, 2° 23′ 50″ E / 41.551616°N,2.397239°E | IPA-45109     | Glorieta al passeig Baró de Viver, 14 (Argentona) · Vegeu més fotos d'aquest monument · Carregueu una nova foto d'aquest monument              |
| Can Bech, Can Blanquelles                                                 | BCIL 2015      | XIX                                                     | Argentona Pg. Baró de Viver, 8                                            | 41° 33′ 07″ N, 2° 23′ 54″ E / 41.551841°N,2.398403°E | IPA-45110     | Can Bech (Argentona) · Vegeu més fotos d'aquest monument · Carregueu una nova foto d'aquest monument                                           |
| Torre Blanca                                                              | BCIL 2015      | XX                                                      | Argentona Pg. Baró de Viver, 15                                           | 41° 33′ 06″ N, 2° 23′ 55″ E / 41.551730°N,2.398495°E | IPA-45112     | Torre Blanca (Argentona) · Vegeu més fotos d'aquest monument · Carregueu una nova foto d'aquest monument                                       |
| Casetes                                                                   | BCIL 2015      | XIX                                                     | Argentona Pg. Baró de Viver, 3-13                                         | 41° 33′ 07″ N, 2° 23′ 55″ E / 41.551989°N,2.398634°E | IPA-45113     | Casetes (Argentona) · Vegeu més fotos d'aquest monument · Carregueu una nova foto d'aquest monument                                            |
| Vil·la Maricel                                                            | BCIL 2015      | XX                                                      | Argentona Pg. Baró de Viver, 1                                            | 41° 33′ 08″ N, 2° 23′ 55″ E / 41.552154°N,2.398735°E | IPA-45114     | Vil·la Maricel (Argentona) · Vegeu més fotos d'aquest monument · Carregueu una nova foto d'aquest monument                                     |
| Pay-pay                                                                   | BCIL 2015      | XX                                                      | Argentona C. Josep Solé, 54-56                                            | 41° 33′ 08″ N, 2° 23′ 55″ E / 41.552335°N,2.398530°E | IPA-45115     | Pay-pay (Argentona) · Vegeu més fotos d'aquest monument · Carregueu una nova foto d'aquest monument                                            |
| Mas Barrau de la Pastanaga                                                | BCIL 2015      | Obra popular XVI                                        | Argentona C. Font de la Pastanaga, 1-3                                    | 41° 33′ 10″ N, 2° 23′ 47″ E / 41.552897°N,2.396282°E | IPA-45116     | Mas Barrau de la Pastanaga (Argentona) · Vegeu més fotos d'aquest monument · Carregueu una nova foto d'aquest monument                         |
| Can Villaronga                                                            | BCIL 2015      | XX                                                      | Argentona C. Sant Domènec, 12                                             | 41° 33′ 12″ N, 2° 23′ 54″ E / 41.553417°N,2.398246°E | IPA-45117     | Can Villaronga (Argentona) · Vegeu més fotos d'aquest monument · Carregueu una nova foto d'aquest monument                                     |
| Can Guardiola                                                             | BCIL 2015      | Racionalisme 1954-1955                                  | Argentona C. Colom, 19 - c. Sant Domènec                                  | 41° 33′ 13″ N, 2° 23′ 54″ E / 41.553715°N,2.398447°E | IPA-45118     | Can Guardiola (Argentona) · Vegeu més fotos d'aquest monument · Carregueu una nova foto d'aquest monument                                      |
| El Viver                                                                  | BCIL 2015      | XIX                                                     | Argentona Ctra. a Vilassar                                                | 41° 32′ 49″ N, 2° 24′ 26″ E / 41.547000°N,2.407276°E | IPA-45121     | El Viver (Argentona) · Modifica el valor a Wikidata · Carregueu una nova foto d'aquest monument                                                |
| Mas Riera                                                                 | BCIL 2015      | Obra popular XVI-XVII                                   | Argentona Veïnat del Cros, 3                                              | 41° 32′ 40″ N, 2° 24′ 22″ E / 41.544481°N,2.406133°E | IPA-45122     | Mas Riera (Argentona) · Modifica el valor a Wikidata · Carregueu una nova foto d'aquest monument                                               |
| Ca n'Elies                                                                | BCIL 2015      | Obra popular XVIII                                      | Argentona Veïnat del Cros, 2                                              | 41° 32′ 45″ N, 2° 24′ 32″ E / 41.545930°N,2.408934°E | IPA-45123     | Carregueu una nova foto d'aquest monument |
| Mas Boba, Can Bartrina                                                    | BCIL 2015      | Obra popular XVII                                       | Argentona Veïnat del Cros, 10                                             | 41° 32′ 06″ N, 2° 24′ 41″ E / 41.534907°N,2.411438°E | IPA-45124     | Carregueu una nova foto d'aquest monument |
| Mas Duran, Can Gil                                                        | BCIL 2015      | Obra popular XVII                                       | Argentona Veïnat del Cros, 12                                             | 41° 32′ 04″ N, 2° 24′ 51″ E / 41.534578°N,2.414094°E | IPA-45125     | Carregueu una nova foto d'aquest monument |
| Mas Blanc                                                                 | BCIL 2015      | Obra popular XVI, XX                                    | Argentona Veïnat de Pins, 7                                               | 41° 34′ 32″ N, 2° 23′ 08″ E / 41.575615°N,2.385570°E | IPA-45128     | Carregueu una nova foto d'aquest monument |
| Mas Febrer                                                                | BCIL 2015      | XV, XIX                                                 | Argentona Veïnat de Pins, 8                                               | 41° 34′ 29″ N, 2° 23′ 07″ E / 41.574666°N,2.385342°E | IPA-45130     | Carregueu una nova foto d'aquest monument |
| Mas Bremona                                                               | BCIL 2015      | XVI, XVIII                                              | Argentona Veïnat de Pins, 3                                               | 41° 34′ 21″ N, 2° 23′ 02″ E / 41.572373°N,2.383970°E | IPA-45131     | Carregueu una nova foto d'aquest monument |
| Can Tomàs Rajoler                                                         | BCIL 2015      | Obra popular XVI, XX                                    | Argentona Veïnat de Pins, 10                                              | 41° 34′ 33″ N, 2° 22′ 47″ E / 41.575944°N,2.379683°E | IPA-45132     | Carregueu una nova foto d'aquest monument |
| Can Naves                                                                 | BCIL 2015      | Eclecticisme XX                                         | Argentona Veïnat de Pins, 3                                               | 41° 34′ 42″ N, 2° 22′ 37″ E / 41.578460°N,2.376825°E | IPA-45133     | Carregueu una nova foto d'aquest monument |
| Mas Altafulla                                                             | BCIL 2015      | Eclecticisme XVI-XVII                                   | Argentona Veïnat de Clarà, 30                                             | 41° 33′ 11″ N, 2° 21′ 48″ E / 41.553056°N,2.363471°E | IPA-45139     | Carregueu una nova foto d'aquest monument |
| Can Poi, Quatre Rellotges                                                 | BCIL 2015      | XX                                                      | Argentona Veïnat de Clarà, 8                                              | 41° 34′ 13″ N, 2° 23′ 19″ E / 41.570265°N,2.388593°E | IPA-45140     | Can Poi (Argentona) · Vegeu més fotos d'aquest monument · Carregueu una nova foto d'aquest monument                                            |
| Ca l'Isidret                                                              | BCIL 2015      | XVIII                                                   | Argentona Veïnat de Clarà, 29                                             | 41° 33′ 14″ N, 2° 21′ 41″ E / 41.553797°N,2.361509°E | IPA-45141     | Carregueu una nova foto d'aquest monument |
| Mas Calau                                                                 | BCIL 2015      | XVIII                                                   | Argentona Veïnat de Clarà, 18                                             | 41° 33′ 44″ N, 2° 22′ 53″ E / 41.562147°N,2.381305°E | IPA-45142     | Carregueu una nova foto d'aquest monument |
| Mas Vinyals                                                               | BCIL 2015      | XVI, XX                                                 | Argentona Veïnat de Clarà, 16                                             | 41° 33′ 53″ N, 2° 22′ 53″ E / 41.564647°N,2.381449°E | IPA-45157     | Carregueu una nova foto d'aquest monument |
| Mas Cabot                                                                 | BCIL 2015      | Obra popular XIV, XX                                    | Argentona Veïnat de Clarà, 17                                             | 41° 33′ 49″ N, 2° 22′ 16″ E / 41.563735°N,2.371009°E | IPA-45158     | Carregueu una nova foto d'aquest monument |
| Mas Raimí                                                                 | BCIL 2015      | Obra popular XVI                                        | Argentona Urb. Can Raimí                                                  | 41° 33′ 33″ N, 2° 22′ 39″ E / 41.559150°N,2.377625°E | IPA-45159     | Carregueu una nova foto d'aquest monument |
| Mas Caramany                                                              | BCIL 2015      | Obra popular XIII, XIX                                  | Argentona Veïnat de Clarà, 6                                              | 41° 33′ 49″ N, 2° 23′ 40″ E / 41.563598°N,2.394524°E | IPA-45160     | Mas Caramany (Argentona) · Vegeu més fotos d'aquest monument · Carregueu una nova foto d'aquest monument                                       |
| Can Fulló                                                                 | BCIL 2015      | Obra popular XVII                                       | Argentona Veïnat de Clarà, 19                                             | 41° 33′ 44″ N, 2° 22′ 02″ E / 41.562124°N,2.367121°E | IPA-45161     | Carregueu una nova foto d'aquest monument |
| Mas Casanoves                                                             | BCIL 2015      | Obra popular XVII, XIX                                  | Argentona                                                                 | 41° 33′ 33″ N, 2° 22′ 08″ E / 41.559111°N,2.368805°E | IPA-45162     | Carregueu una nova foto d'aquest monument |
| Mas Marc del Priorat, Can Figueres                                        | BCIL 2015      | Obra popular XIII, XX                                   | Argentona Veïnat de Clarà, 22                                             | 41° 33′ 28″ N, 2° 22′ 04″ E / 41.557706°N,2.367708°E | IPA-45172     | Carregueu una nova foto d'aquest monument |
| Can Balançó                                                               | BCIL 2015      | XIX                                                     | Argentona Veïnat de Sant Jaume Traià, 25                                  | 41° 32′ 49″ N, 2° 25′ 12″ E / 41.546905°N,2.419980°E | IPA-45173     | Carregueu una nova foto d'aquest monument |
| Ca l'Avi                                                                  | BCIL 2015      | Obra popular XVIII                                      | Argentona Veïnat de Clarà, 28                                             | 41° 33′ 17″ N, 2° 21′ 50″ E / 41.554738°N,2.363815°E | IPA-45174     | Carregueu una nova foto d'aquest monument |
| Can Barrau de Vera                                                        | BCIL 2015      | Obra popular XIX                                        | Argentona Veïnat de Sant Jaume de Traià, 26                               | 41° 32′ 58″ N, 2° 25′ 09″ E / 41.549563°N,2.419207°E | IPA-45175     | Carregueu una nova foto d'aquest monument |
| Creu de terme de Can Mercader                                             | BCIL 2015      | XX                                                      | Argentona Veïnat de Sant Jaume de Traià, 5                                | 41° 33′ 15″ N, 2° 24′ 36″ E / 41.554293°N,2.409927°E | IPA-45176     | Carregueu una nova foto d'aquest monument |
| Can Met                                                                   | BCIL 2015      | Obra popular XIX                                        | Argentona Veïnat de Sant Jaume de Traià, 22                               | 41° 33′ 14″ N, 2° 25′ 04″ E / 41.554020°N,2.417822°E | IPA-45180     | Can Met (Argentona) · Vegeu més fotos d'aquest monument · Carregueu una nova foto d'aquest monument                                            |
| Ermita de Sant Jaume                                                      | BCIL 2015      | Preromànic X                                            | Argentona Veïnat de Sant Jaume de Traià                                   | 41° 33′ 10″ N, 2° 24′ 55″ E / 41.552805°N,2.415158°E | IPA-45184     | Ermita de Sant Jaume (Argentona) · Modifica el valor a Wikidata · Carregueu una nova foto d'aquest monument                                    |
| Can Bova de Sant Jaume                                                    | BCIL 2015      | Obra popular                                            | Argentona Veïnat de Sant Jaume de Traià, 9                                | 41° 33′ 09″ N, 2° 24′ 50″ E / 41.552576°N,2.413916°E | IPA-45185     | Carregueu una nova foto d'aquest monument |
| Can Carreras, Mas Salvador                                                | BCIL 2015      | Obra popular XV, XIX                                    | Argentona Veïnat de Sant Jaume de Traià, 8                                | 41° 33′ 10″ N, 2° 24′ 46″ E / 41.552845°N,2.412811°E | IPA-45186     | Can Carreras (Argentona) · Vegeu més fotos d'aquest monument · Carregueu una nova foto d'aquest monument                                       |
| Can Polseguera                                                            | BCIL 2015      | Obra popular XVI, XIX                                   | Argentona Veïnat de Sant Jaume de Traià, 10                               | 41° 33′ 05″ N, 2° 24′ 42″ E / 41.551467°N,2.411743°E | IPA-45187     | Can Polseguera (Argentona) · Vegeu més fotos d'aquest monument · Carregueu una nova foto d'aquest monument                                     |
| Can Volard                                                                | BCIL 2015      | XVIII                                                   | Argentona Veïnat de Sant Jaume de Traià, 6                                | 41° 33′ 15″ N, 2° 24′ 48″ E / 41.554105°N,2.413383°E | IPA-45190     | Carregueu una nova foto d'aquest monument |
| Ca l'Ànima, Mas Torner                                                    | BCIL 2015      | Obra popular XVI                                        | Argentona Veïnat de Sant Jaume de Traià, 7                                | 41° 33′ 14″ N, 2° 24′ 51″ E / 41.553978°N,2.414156°E | IPA-45194     | Carregueu una nova foto d'aquest monument |
| Mas Bellatriu                                                             | BCIL 2015      | Obra popular XVI                                        | Argentona Veïnat de la Pujada, 1                                          | 41° 33′ 27″ N, 2° 24′ 35″ E / 41.557365°N,2.409730°E | IPA-45195     | Carregueu una nova foto d'aquest monument |
| Can Mílio Cabanyes                                                        | BCIL 2015      | XIX                                                     | Argentona Veïnat de la Pujada, 3                                          | 41° 33′ 32″ N, 2° 24′ 35″ E / 41.558878°N,2.409800°E | IPA-45196     | Carregueu una nova foto d'aquest monument |
| Can Pau Brut                                                              | BCIL 2015      | Obra popular                                            | Argentona Veïnat de la Pujada, 5                                          | 41° 33′ 42″ N, 2° 24′ 30″ E / 41.561627°N,2.408270°E | IPA-45199     | Carregueu una nova foto d'aquest monument |
| Mas Comalada Nou                                                          | BCIL 2015      | XIX                                                     | Argentona Veïnat de la Pujada, 10                                         | 41° 33′ 48″ N, 2° 24′ 06″ E / 41.563311°N,2.401796°E | IPA-45200     | Mas Comalada Nou (Argentona) · Vegeu més fotos d'aquest monument · Carregueu una nova foto d'aquest monument                                   |
| Mas Castells                                                              | BCIL 2015      | Obra popular XVII-XIX                                   | Argentona Veïnat de la Pujada, 13                                         | 41° 34′ 02″ N, 2° 24′ 22″ E / 41.567331°N,2.406239°E | IPA-45217     | Mas Castells (Argentona) · Vegeu més fotos d'aquest monument · Carregueu una nova foto d'aquest monument                                       |
| Mas Martí de la Pujada                                                    | BCIL 2015      | Obra popular XVI                                        | Argentona Veïnat de la Pujada, 24                                         | 41° 34′ 20″ N, 2° 24′ 38″ E / 41.572132°N,2.410525°E | IPA-45218     | Carregueu una nova foto d'aquest monument |
| Mas Mosterós                                                              | BCIL 2015      | Obra popular XVI                                        | Argentona Veïnat de la Pujada, 18                                         | 41° 34′ 20″ N, 2° 23′ 38″ E / 41.572171°N,2.393792°E | IPA-45219     | Carregueu una nova foto d'aquest monument |